# Back with the Thugz
Back with the Thugz è un album in studio da solista del rapper statunitense Bizzy Bone, pubblicato nel 2009.

## Tracce
1. Bone Unity Report
2. Back With The Thugz
3. Shooting At Me (featuring Mr. Capone-E)
4. Race Against Time (featuring Bad Azz)
5. The Process
6. I Wanna Sing
7. On That Natural High (Produced by NuNation Productions)
8. Thats Why Thugs Never Cry (Produced by NuNation Productions)
9. Let's Get High (featuring Snoop Dogg, Malow Mac & Miss Lady Pinks) (Produced by NuNation Productions)
10. Jockin' Bizzy
11. Women Keep Watching Us
12. End of This World
13. Is There Anything Left 2 Deal With
14. Bone Thug Boyz (Bonus) (featuring Bone Thugs-n-Harmony)
15. Ready For Anything (Bonus) (featuring Southern Kappin' Soldiers)
16. Outro